# Pseuderianthus erectus
Pseuderianthus erectus är en insektsart som först beskrevs av Karsch 1889.  Pseuderianthus erectus ingår i släktet Pseuderianthus och familjen Chorotypidae. Inga underarter finns listade i Catalogue of Life.